# رئيس أشرف
رئيس أشرف (18 سبتمبر 1989 في المملكة المتحدة - ) هو لاعب كرة قدم باكستاني في مركز الهجوم. شارك مع منتخب باكستان لكرة القدم. أما مع النوادي، فقد لعب مع نادي ليمنجتون وBuckingham Town F.C. ‏.

## روابط خارجية
- رئيس أشرف على موقع قاعدة بيانات كرة القدم.إي يو (الإنجليزية)
- رئيس أشرف على موقع ناشيونال فوتبول تيمز (الإنجليزية)